# Denis Charvet
Denis Charvet (Cahors, 12 maggio 1962) è un ex rugbista a 15, produttore cinematografico e attore francese, in carriera agonistica attivo nel ruolo di tre quarti centro di Tolosa e Racing Métro 92.

## Biografia
Cresciuto al Cahors, debuttò nel rugby di alto livello nelle file del Tolosa, nel quale, in diversi anni di militanza, si aggiudicò tre titoli di campione francese ed esordì in Nazionale, nel corso del Cinque Nazioni 1986, contro il Galles; prese poi parte ai tornei del 1987 e dal 1989 al 1991 vincendolo tre volte, due in solitaria e uno ex aequo con la Scozia.
Prese parte alla Coppa del Mondo di rugby 1987, risultando essere l'unico giocatore francese a essere sceso in campo in tutti i 6 incontri della sua squadra, che giunse fino alla finale, poi persa contro la Nuova Zelanda.
Tra gli altri exploit realizzati, vi furono le tre mete marcate nella finale di campionato del 1985, impresa seconda solo a quella, realizzata nel 1913, da Eugène Lissalde, autore di 4 mete nella partita che vide il Bayonne campione quell'anno.
Inoltre, durante la finale di campionato del 1989, contro il Tolone, Charvet mise a segno una meta con una corsa solitaria di 80 metri, rimasta ancora oggi nell'immaginario popolare.
Durante la successiva militanza parigina al Racing Métro 92 e poi allo Stade français Charvet iniziò una discreta carriera televisiva e cinematografica, che lo portò anche a recitare in un film di Claude Lelouch, La belle histoire (1992).
Più recentemente, al riguardo, Charvet affermò che il cinema era stato sempre la sua passione, e che a 8 anni già aveva allestito una sala cinematografica nella cantina della casa dei suoi genitori, per cui trasferirsi in una squadra parigina era il metodo migliore per realizzare le sue aspirazioni artistiche.
Oltre a essere stato cofondatore, nel 1988, della casa d'abbigliamento sportivo Eden Park insieme al suo ex compagno di squadra e di Nazionale Franck Mesnel, nel 2005 Charvet ha inoltre fondato una sua casa di produzione, la Les Films Christie's', che ha già realizzato due film, nel 2006 e nel 2007.
Autore di La Mort debout (La morte in piedi ), libro autobiografico uscito nel 2008, in cui racconta come affrontò il brusco passaggio dalla notorietà alla solitudine e all'ordinarietà quando smise la carriera agonistica nel 1997, Charvet è anche, dal 2007, titolare di una casa da gioco a San Giuliano di Geneva, in Alta Savoia, in compartecipazione con l'ex rugbista e allenatore Bernard Laporte.

## Palmarès
- Campionati francesi: 3
Tolosa: 1984-85, 1985-86, 1988-89
- Coppe di Francia: 1
Tolosa: 1983-84, 1987-88